# Bernd Bauschke
Bernd Bauschke (* 25. September 1889 in Berlin als Friedrich Karl Bernhard Bauschke; † 18. März 1973 in Dannenberg (Elbe)) war ein deutscher Maler und Grafiker.

## Leben und Werk
Bernd (eigentlich Bernhard) Bauschke besuchte in Berlin die Kunstgewerbeschule, anschließend die Preußische Akademie der Künste, wo er Meisterschüler von Georg Ludwig Meyn und Raffael Schuster-Woldan war. Danach arbeitete er in Berlin als freischaffender Künstler. Vor 1914 nahm er an einer ethnologischen Expedition nach Nordafrika teil, auf der er u. a. in Ägypten und Marokko Bilder und Skizzen anfertigte. Bauschke betätigte sich vor allem als Genre- und Landschaftsmaler. So schuf er u. a. Bilder mit Motiven aus der Hohen Tatra, den Tauern, dem Dachstein-Gebiet und aus der Bretagne.
Bauschke war Mitglied des Reichsverbands bildender Künstler (RVbK) und gehörte dort der „Gruppe Berlin der kriegsbeschädigten Künstler“ an, die sich ab 1933 Frontkämpferbund bildender Künstler nannte. Nach der Gleichschaltung des RVbK war er ab 1933 2. Schatzmeister des Gaus Berlin des RVbK. Außerdem war er aktives Mitglied des zum Umfeld der NSDAP gehörenden „Kampfbundes für deutsche Kultur“ (KfdK). U. a. war er im Mai 1933 Mitunterzeichner des Aufrufs des KfdK „Deutsche Künstler und Künstlerinnen“, der die „Wiedereinsetzung der deutschen Kunst und der deutschen Künstler in ihr Erstgeburtsrecht“ forderte. Bauschke war in der Nazi-Zeit nachweisliche auf mindestens zwölf Ausstellungen vertreten, darunter 1939 und 1940 auf den Frühjahrsausstellungen des Frontkämpferbunds in Berlin.
In Berlin wohnt Bauschke zuletzt bis 1944 in der Nassauischen Straße 53. Dann zog er nach Weimar. In der Ostzone bzw. in der DDR war er Mitglied des Verbandes Bildender Künstler und arbeitete er als Hochschullehrer.  Im Jahr 1958 übersiedelte er in die Bundesrepublik.

## Werke (Auswahl)
- Abendstimmung am See (Tafelbild, Öl)[7]
- Schwäne mit Küken auf Waldsee (Tafelbild, Öl)[8]
- Tauernlandschaft (Tafelbild, Öl; ausgestellt 1940 auf der Großen Deutschen Kunstausstellung in München)[9]
- Porträt eines Wehrmachtsoffiziers (Tafelbild, Öl)[10]
- Porträt des Vizepräsidenten der Länderkammer August Fröhlich (Tafelbild, Öl, 1953; ausgestellt 1953 auf der Dritten Kunstausstellung der DDR)[11]

## Ausstellungen
- 1940: Berlin, Ausstellungsraum der AWAG („Frühjahrsausstellung des Frontkämpferbundes bildender Künstler“)
- 1940: München, Große Deutschen Kunstausstellung
- 1954: Weimar, Städtisches Kunstkabinett
- 1954: Apolda, Glockenmuseum